# Secret Dreams and Forbidden Fire
Secret Dreams and Forbidden Fire è il sesto album in studio della cantante gallese Bonnie Tyler, pubblicato il 7 aprile 1986.

## Tracce
1. Ravishing – 6:24 (Jim Steinman)
2. If You Were a Woman (And I Was a Man) – 5:15 (Desmond Child)
3. con Todd Rundgren – Loving You's a Dirty Job but Somebody's Gotta Do It – 7:47 (Steinman)
4. No Way to Treat a Lady – 5:17 (Bryan Adams, Jim Vallance)
5. Band of Gold – 5:49 (Edyth Wayne, Ronald Dunbar)
6. Rebel Without a Clue – 8:35 (Steinman)
7. Lovers Again – 4:32 (Child)
8. Before This Night Is Through – 5:21 (Beppe Cantarelli, Adrienne Anderson)
9. Holding Out for a Hero – 5:48 (Steinman, Dean Pitchford)

## Classifiche
| Classifica (1986) | Posizione raggiunta |
| ----------------- | ------------------- |
| Austria           | 23                  |
| Canada            | 94                  |
| Finlandia         | 3                   |
| Germania          | 24                  |
| Norvegia          | 1                   |
| Nuova Zelanda     | 45                  |
| Regno Unito       | 24                  |
| Stati Uniti       | 4                   |
| Svezia            | 6                   |
| Svizzera          | 3                   |